# 두산 베어스의 플레이오프 선수 목록
두산 베어스 역대 플레이오프 선수 명단은  두산 베어스(전신 OB 베어스 포함)가 참가한 플레이오프 선수 선수 명단이다. 두산 베어스(전신 OB 베어스 포함)가 참가한 플레이오프는 1986년, 1987년, 1999년, 2000년, 2001년, 2004년, 2005년, 2007년, 2008년, 2009년, 2010년, 2013년, 2015년이다.

## 플레이오프 선수 명단
| 년도 | 감독   | 코치                                                         | 투수                                                                                         | 포수                   | 내야수                                                               | 외야수                                                         | 상대팀        | 시리즈 전적                        |
| ---- | ------ | ------------------------------------------------------------ | -------------------------------------------------------------------------------------------- | ---------------------- | -------------------------------------------------------------------- | -------------------------------------------------------------- | ------------- | ---------------------------------- |
| 2015 | 김태형 | 유지훤, 한용덕, 권명철 박철우, 강인권, 강석천 전형도, 강동우 | 남경호, 노경은, 니퍼트 오현택, 유희관, 윤명준, 이현승, 이현호, 장원준 진야곱, 함덕주, 허준혁 | 양의지, 최재훈         | 고영민, 김동한, 김재호 로메로, 오재원, 오재일 최주환, 허경민, 홍성흔 | 김현수, 민병헌, 박건우 장민석, 정수빈                          | NC 다이노스   | OXXOO 3승 2패 한국시리즈 진출      |
| 2013 | 김진욱 | 황병일, 정명원, 권명철 송재박, 장원진, 김민재 조원우, 강성우 | 김선우, 노경은, 니퍼트 변진수, 오현택, 유희관 윤명준, 이재우, 정재훈 핸킨스, 홍상삼          | 양의지, 최재훈         | 김재호, 손시헌, 오재원 오재일, 이원석, 최주환 최준석, 허경민, 홍성흔 | 김현수, 민병헌, 이종욱 임재철, 정수빈                          | LG 트윈스     | OXOO 3승 1패 한국시리즈 진출       |
| 2010 | 김경문 | 김광수, 강인권, 김민호 송재박, 신경식, 윤석환 조계현         | 고창성, 김선우, 김성배 김창훈, 왈론드, 성영훈 이현승, 임태훈, 정재훈 홍상삼, 히메네스        | 양의지, 용덕한, 이성열 | 고영민, 김동주, 김재호 손시헌, 오재원, 이원석, 최준석                | 김현수, 민병헌, 이종욱 임재철, 정수빈                          | 삼성 라이온즈 | XOOXX 2승 3패 한국시리즈 진출 실패 |
| 2009 | 김경문 | 김광수, 강인권, 김광림 김민호, 김태형, 윤석환                | 고창성, 금민철, 김상현 김선우, 노경은, 세데뇨 이용찬, 이재우, 임태훈 정재훈, 지승민, 홍상삼  | 용덕한, 최승환         | 고영민, 김동주, 김재호 손시헌, 오재원, 이원석 최준석                 | 김현수, 민병헌, 이성열 이종욱, 정수빈                          | SK 와이번스   | OOXXX 2승 3패 한국시리즈 진출 실패 |
| 2008 | 김경문 | 김광수, 강인권, 김광림 김민호, 김태형, 윤석환                | 금민철, 김명제, 김상현 김선우, 랜들, 이승학 이용찬, 이재우, 이혜천 임태훈, 정재훈            | 채상병, 최승환, 홍성흔 | 고영민, 김동주, 김재호 오재원, 이대수, 이원석 최준석                 | 김현수, 유재웅, 이성열 이종욱, 전상렬                          | 삼성 라이온즈 | OXXOOO 4승 2패 한국시리즈 진출     |
| 2007 | 김경문 | 김광수, 한영준, 김광림 김민호, 김태형, 윤석환                | 금민철, 김명제, 김상현 랜들, 리오스, 이경필 이승학, 임태훈, 정재훈                           | 김진수, 채상병, 홍성흔 | 고영민, 김동주, 안경현 오재원, 이대수, 정원석 최준석                 | 김현수, 민병헌, 유재웅 윤재국, 이종욱, 장원진 전상렬           | 한화 이글스   | OOO 3승 한국시리즈 진출            |
| 2005 | 김경문 | 김광수, 한영준, 최훈재 김민호, 김태형, 윤석환                | 금민철, 김명제, 김성배 랜들, 리오스, 이재우 이재영, 이혜천, 이원희 정재훈                    | 강인권, 홍성흔         | 김동주, 나주환, 손시헌 안경현, 이승준, 정원석 홍원기                 | 김창희, 문희성, 윤승균 임재철, 장원진, 전상렬 최경환           | 한화 이글스   | OOO 3승 한국시리즈 진출            |
| 2004 | 김경문 | 김광수, 김태형, 양승호 윤석환, 최훈재, 한영준                | 구자운, 권명철, 레스 박명환, 이경필, 이혜천 전병두, 정성훈, 정재훈                           | 강인권, 홍성흔         | 김동주, 나주환, 문희성 백승훈, 안경현, 정원석 홍원기                 | 김창희, 알칸트라, 유재웅 이승준, 임재철, 장원진 전상렬, 최경환 | 삼성 라이온즈 | OXXX 1승 3패 한국시리즈 진출 실패  |
| 2001 | 김인식 | 양승호, 김광수, 김경문 김평호, 송재박, 최일언                | 구자운, 박명환, 이경필 이혜천, 정진용, 진필중 차명주, 최용호, 콜                             | 이대현, 이도형, 홍성흔 | 김동주, 김호, 송원국 안경현, 우즈, 정원석 홍원기                     | 강봉규, 심재학, 장원진 전상렬, 정수근, 최훈재                  | 현대 유니콘스 | XOOO 3승 1패 한국시리즈 진출       |
| 2000 | 김인식 | 유지훤, 송재박, 김경문 최일언, 김평호, 양승호                | 이광우, 조계현, 장성진 진필중, 최용호, 김유봉 차명주, 박명환, 이혜천 구자운, 파머            | 홍성흔, 이도형         | 이종민, 안경현, 김민호 홍원기, 김동주, 우즈 , 강혁                   | 최훈재, 전상열, 장원진 심정수, 정수근                          | LG 트윈스     | XOXOO 3승 2패 한국시리즈 진출      |
| 1999 | 김인식 |                                                              |                                                                                              |                        |                                                                      |                                                                | 한화 이글스   | XXXX 4패 한국시리즈 진출 실패      |
| 1987 | 김성근 |                                                              | 박노준, 장호연, 최일언 윤석환, 계형철, 황태환                                                |                        | 유지훤, 윤동균, 이종도                                               |                                                                | 해태 타이거즈 | XOOXX 2승 3패 한국시리즈 진출 실패 |
| 1986 | 김성근 |                                                              | 박노준, 장호연, 최일언                                                                       |                        |                                                                      |                                                                | 삼성 라이온즈 | XOOXX 2승 3패 한국시리즈 진출 실패 |